# Carakan
Carakan est un moteur JavaScript développé par Opera Software pour son navigateur Web Opera. 
Il se place comme concurrent des moteurs V8 de Google Chrome ou encore SpiderMonkey de Firefox. 
Il fonctionne sur les architectures x86 (32 bits et 64 bits) et ARM.